# Lödstation

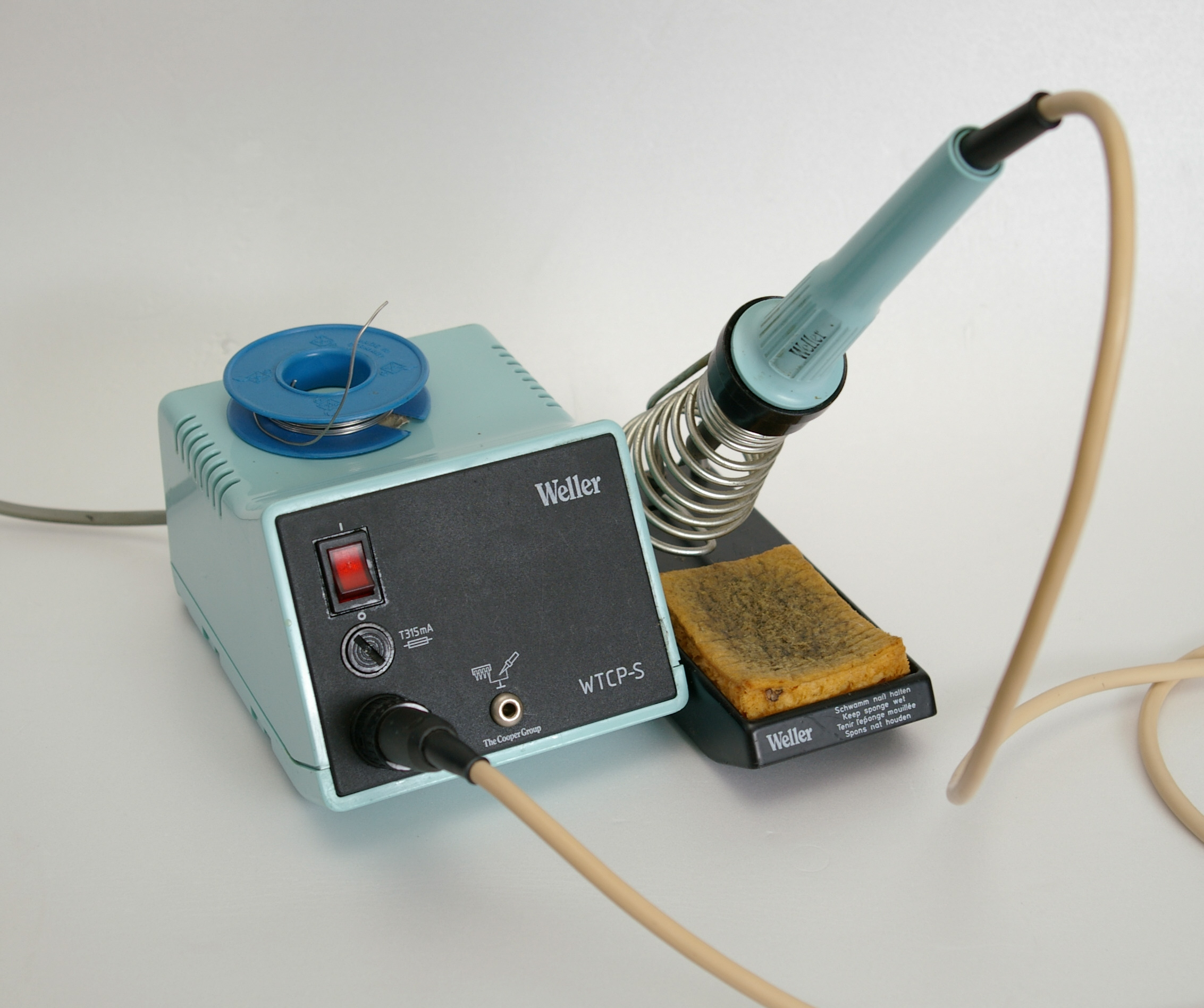
Analog lödstation

Det finns främst två olika sorters lödstationer, analoga och digitala.

## Analog
De analoga ställer man in temperaturen manuellt på en ratt och då ska lödkolven hålla rätt temperatur med hjälp av en termostat under lödningen, när lödkolven uppnått rätt temperatur så kan det finns det dioder som markerar detta.

## Digital
De lite mer avancerade stationerna har en digital temperatur angivelse/inställning och där kan man således se vilken temperatur som spetsen håller under lödningen. Termostaten brukar sitta vid infästningen av lödspetsen. Temperaturen anges på en LCD-display och inställningarna kan regleras mycket exakt.